# Antonis Samaras
Antonis Samaras (n. 23 mai 1951, Atena) este un om politic grec, prim-ministru al Greciei între 20 iunie 2012 și 26 ianuarie 2015, și membru al Parlamentului European în perioada 2004-2009 din partea Greciei.
Din 2009 este președintele partidului conservator Néa Dimokratía („Noua Democrație”).